# امی‌نگر سرای
امی‌نگر سرای (به انگلیسی: Aminagar Sarai) یک منطقهٔ مسکونی در هند است که در اوتار پرادش واقع شده‌است.

## خصوصیات
امی‌نگر سرای ۱۰٬۱۱۴ نفر جمعیت دارد.